# مقاطعة غرايسون (كنتاكي)
مقاطعة غرايسون (بالإنجليزية: Grayson County)‏ هي إحدى المقاطعات في ولاية كنتاكي في الولايات المتحدة الأمريكية.